# イエナ (戦艦)
| 写真は竣工当時の本艦。 | |
| 艦歴                   | |
| 発注                   | ブレスト海軍造船所 |
| 起工                   | 1897年4月3日 |
| 進水                   | 1898年9月 |
| 就役                   | 1902年4月14日 |
| 退役                   | 1907年7月3日 |
| その後                 | 1912年にスクラップとして売却 |
| 除籍                   | 1912年 |
| 前級                   | シャルルマーニュ級 |
| 次級                   | シュフラン |
| 性能諸元               | |
| 排水量                 | 常備：11,860トン 満載：12,750トン |
| 全長                   | 122.15 m |
| 全幅                   | 20.80 m |
| 吃水                   | 8.4m |
| 機関                   | ベルヴィール式石炭専焼水管缶20基 ＋直立式三段膨張式レシプロ機関3基3軸推進 |
| 最大出力               | 11,500hp |
| 最大速力               | 18.1ノット |
| 航続距離               | |
| 燃料                   | 石炭：725トン（常備）、1,080トン（満載） |
| 乗員                   | 630～682名 |
| 兵装                   | カネー 1893-1896年型 30.5cm（40口径）連装砲2基 カネー 1893年型 16.4cm（45口径）単装速射砲10基 カネー 1892年型 10cm（45口径）単装速射砲8基 オチキス 4.7cm（43口径）単装機砲20基 オチキス 3.7cm（23口径）五連装回転式機砲4基 45cm水上魚雷発射管単装2門 45cm水中魚雷発射管単装2門 |
| 装甲                   | ハーヴェイ・ニッケル鋼 舷側：119～325mm（水線部）、81～119mm（最上甲板部） 甲板：70mm（主甲板） 主砲塔：292mm（最厚部） 主砲バーベット：292mm 副砲ケースメイト：84～204mm 司令塔：304mm（最厚部）                                                                              |

イエナ (Iéna) は1902年に竣工したフランス海軍の前弩級戦艦。同型艦は無い。艦名はイエナ・アウエルシュタットの戦いに因む。シャルルマーニュ級戦艦の改良型で副砲が14cm砲から16.4cm砲に変更された。

## 艦形について

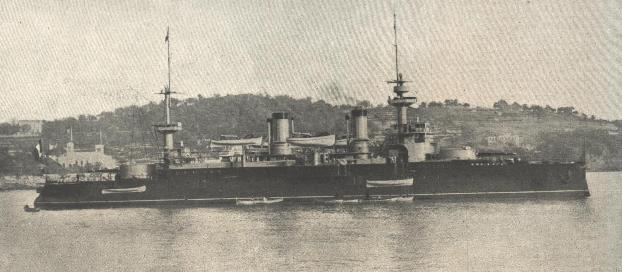
右舷から撮影された本艦。

船体形状は前型に引き続き平甲板型船体を採用しており、大西洋での作戦時での凌波性を良くするために乾舷を高く取られている。艦首水面下には未だ衝角（ラム）が付いている。主砲は「1893-1896年型 30.5cm（40口径）砲」を楕円筒形の連装砲塔に収めて1基を配置、司令塔を組み込んだ操舵艦橋、単脚式の前部ミリタリー・マスト、船体中央部の2本煙突は前よりに配置されており、煙突の周囲は艦載艇置き場となっており、船体中央部に片舷2基ずつのクレーンにより運用された。副砲の16.4cm速射砲は単装砲架で船体中央部に等間隔に片舷4基で計8基を搭載していた。後部甲板上に後部ミリタリー・マストが立ち、その後に2番主砲塔が後ろ向きに1基配置された。

### 主砲、その他備砲、水雷兵装等
主砲は前級に引き続き「1893-1896年型 30.5cm（40口径）砲」である。その性能は重量349kgの主砲弾を仰角15度で12,000mまで届かせられる性能を持っているこの砲を楕円筒型の連装砲塔に収めた。砲塔の俯仰能力は仰角15度・俯角5度である。旋回角度は単体首尾線方向を0度として左右150度の旋回角度を持つ、主砲身の俯仰・砲塔の旋回・砲弾の揚弾・装填は主に電気で行われ、補助に人力を必要とした。発射速度は毎分1発であった。
本級の副砲は新設計の「1893年型 16.4cm（45口径）速射砲」を採用した。その性能は重量52kgの砲弾を仰角25度で主砲の射程を凌駕する15,400mまで届かせられる性能を持っているこの砲を単装砲架で8基装備した。俯仰能力は仰角25度・俯角10度である。旋回角度は砲塔は舷側方向を0度として左右150度の旋回角度を持っていた。砲身の俯仰・砲塔の旋回・砲弾の揚弾・装填は主に電気で行われ、補助に人力を必要とした。発射速度は毎分3発であった。
他に、対水雷艇用に「カネー 1892年型 10cm（45口径）速射砲」を単装砲架で8基を、4.7cm（43口径）単装機砲を20基、3.7ｃm（23口径）五連装ガトリング砲を4基、45cm魚雷発射管を水上に2基、水線部に2基を装備した。

## 艦歴
「イエナ」の建造は1897年4月3日に承認され、1898年1月15日にブレスト造船所で起工された。1898年9月1日進水。1902年4月14日就役し、地中海戦隊の第2部隊に配属された。5日後にトゥーロンへ向け出航したが、その途中舵に問題が発生し、目的に到着後すぐに修理のためドック入りすることになった。修理完了後、「イエナ」はその後何度も繰り返すことになる、フランスやフランス領北アフリカの港の訪問を開始した。1904年の4月から5月、フランス大統領のイタリア国王ヴィットーリオ・エマヌエーレ3世訪問の際に「イエナ」はナポリ沖での観艦式に参加した。その後、地中海戦隊はレバント巡航を開始し、ベイルート、スダ湾、スミルナ、ミティリーニ、サロニカ、ピレウスに寄航した。ヴェスヴィオ火山噴火後、1906年4月にイエナはナポリ救援に派遣された。
1907年3月4日、「イエナ」は船体の整備と舵軸の調査のためトゥーロンでドック入りした。3月12日、「イエナ」の左舷100mm砲の弾薬庫で爆発が発生。爆発は午前1時35分から2時45分まで続き、「イエナ」やその周辺が破壊された。「イエナ」は乾ドックに入渠中であったため、弾薬庫に注水することが出来なかった。近くに停泊していた戦艦「パトリエ」がドックのゲートを砲撃して浸水させようとしたが、砲弾が弾かれ失敗に終わった。ドックはde Vaisseau Roux少尉によってどうにか注水されたが、de Vaisseau Rouxはその後すぐ船の破片により死亡した。隣のドックに入っていた戦艦「シュフラン」は爆風により転覆寸前となった。
最初の爆発の原因は、弾薬で使用されていたニトロセルロースを基にしたB火薬であった。それは古くなると不安定となり自然に発火する傾向があった。この爆発事故では120人が死亡し、うち2人は民間人であった。この一件は火薬スキャンダル (l'affaire des poudres) と呼ばれるスキャンダルを引き起こし、海軍大臣が辞任に追い込まれた。1911年にも同様の事故が発生し、戦艦「リベルテ」が失われた。
その後1908年に「イエナ」の船体は標的艦として使用された。